# 日曜くらぶ
日曜くらぶは、毎日新聞の日曜版として1975年より2021年6月まで連載されていた二部紙（別冊版）である。
元々、毎日新聞は日曜日付けに別冊の「日曜特集」と題して掲載していたが、1965年1月に「日曜版」に改題。その後1975年から現在の「日曜くらぶ」に再改題して今日に至る。
コンセプトとして、「新聞がよりじっくり読まれる日曜日の別刷り」を挙げており、文化・芸能、スポーツ、料理、趣味などの記事、並びに古谷三敏が「日曜くらぶ」への改題と同時に連載を開始した劇画・「ぐうたらママ」などを収録していた。基本的には4頁建てだったが、2013年3月24日号から、東京、大阪、北海道の各版においては倍の8頁で構成されるようになった。但し大阪本社版では、中部・西部版と同じ記事の抜粋4頁に加え、独自にカラーのテレビ週間番組表「テレビウィークリー・ワイド版」を前半4頁に収録している（収録局は大阪本社管内各地域別で異なる）。なお最終頁（2013年3月17日号までは全地域4頁、それ以後は東京・大阪・北海道版が8頁、中部・西部は従来に同じ4頁）は地域に関係なく、全面広告であった。
2021年7月から、日曜日限定の横題字「毎日新聞Sunday」を採用、分冊ページ、すなわち「日曜くらぶ」で掲載されていた各種連載記事などを本編に掲載し、カラー増頁を図った。なお一部の日曜日掲載の連載特集記事、並びに週間のテレビ番組表は従来通り分冊している。
なお、毎日新聞社（2015年4月に出版事業を毎日新聞出版に委譲）から発行されている週刊の雑誌・「サンデー毎日」とは異なる。

## 2015年現在の紙面構成
（以下は東京・北海道版の構成）
- 1頁　わたしの幸せ（著名人への「幸せを感じる3つのテーマ」について聞く記事）
- 2頁　おかず彩菜、揚逸の味わう（以上料理記事）、流行の目（百貨店バイヤーや雑誌編集者が最新のトレンド情報を紹介する記事）
- 3頁　ドクターに聞きたい、患者の気持ち、ちょっと気になる健康本ランキング（以上健康記事）
- 4頁　藤原帰一の映画愛（映画評）、新・心のサプリ（健康記事）、古谷三敏のぐうたらママ、世話女房（著名人の夫婦についての記事）
- 5頁　ストロベリーライフ（萩原浩の連載小説）、書の美（書道作品の銘品を紹介）、みんな集合（読者投稿欄）
- 6頁　皆伝!新あたま道場、脳トレ川柳（以上川島隆太監修頁）
- 7頁　ちょっと違和感（松尾貴史によるコラム）、深読みエンタ（スポーツニッポン編集員による芸能コラム）、雑誌のはしご（荻原魚雷による雑誌評）

※中部・大阪・西部の各版ではこのうち、1、4、5頁に掲載している内容を、中部と西部は1-3頁に、大阪版は5-7頁（上述のとおり1-4頁は「テレビウィークリー・ワイド版」を掲載）にそれぞれ収録している。